# Stilleven met kazen, amandelen en krakelingen
Stilleven met kazen, amandelen en krakelingen is een schilderij van de Zuid-Nederlandse Clara Peeters. Het werd waarschijnlijk circa 1615 geschilderd. Het schilderij is een stilleven, geschilderd met olieverf op een paneel, 34,5 cm hoog en 49,5 cm breed. Peeters heeft haar werk gesigneerd in het heft van het mes. Het behoort sinds 2012 tot de collectie van het Mauritshuis in Den Haag.

## Voorstelling

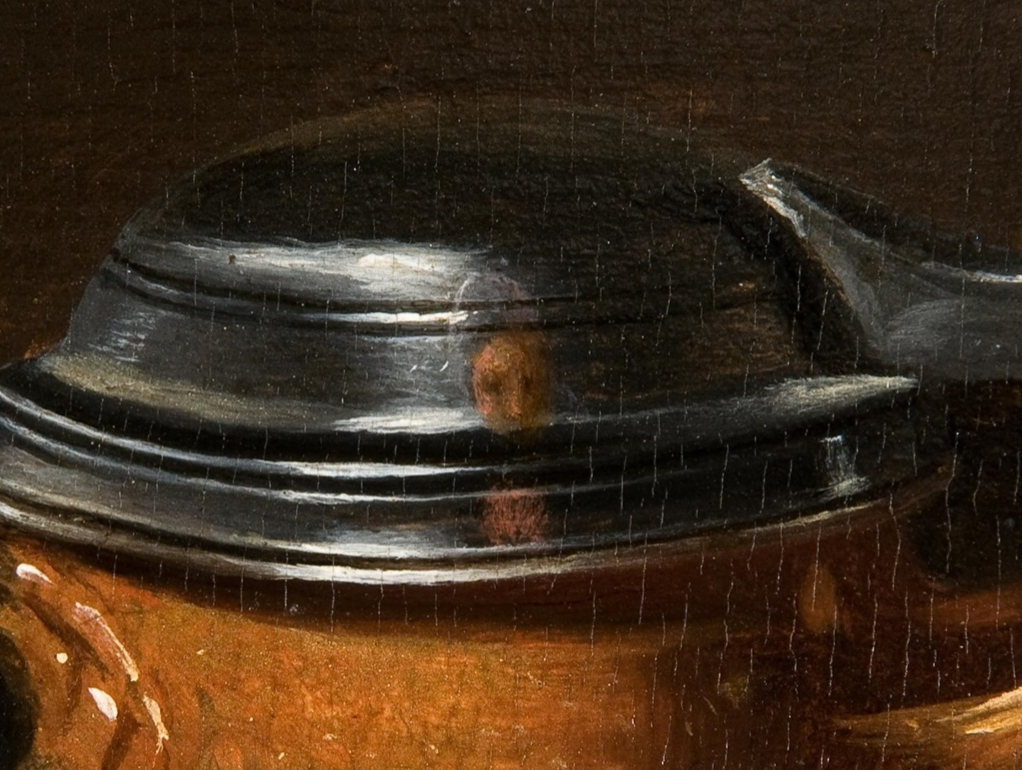
Detail van het schilderij met het zelfportret van de kunstenaar. Zij heeft een wit kapje op.

Peeters specialiseerde zich in stillevens met dure voorwerpen, gedetailleerd ogende vruchten en kostbaar voedsel. Dit type stilleven wordt ook wel "banketje" genoemd. De symboliek van zulke schilderijen is niet altijd bekend. Een dergelijk schilderij kan een aanmoediging zijn tot matigheid, een verwijzing naar het Laatste Avondmaal of eenvoudigweg weelde en rijkdom weergeven. En dan is het ook nog mogelijk dat Peeters het hier aan de beschouwer wil overlaten welke interpretatie aan het schilderij gegeven dient te worden.

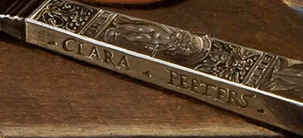
Signatuur van Clara Peeters op de zijkant van het heft van het mes op de voorgrond.

Op dit schilderij zijn naast de voorwerpen uit de titel ook boterkrullen, gedroogde vijgen en een broodje te zien. Op de achtergrond staat een verguld façon-de-venise-glas met deksel, ofwel een Venetiaans glas en een kruik van steengoed. De amandelen, vijgen en rozijnen liggen op een schotel van Chinees blauwwit Wanli-porselein. De groene kaas is wellicht een Edammer en de kleine is waarschijnlijk een schapenkaas. Bij de grote kaas is zichtbaar dat er een monster uit is gestoken om de kwaliteit te proeven. Diverse voorwerpen op dit schilderij gebruikte Peeters vaker in haar banketjes.
Op de zijkant van het mes is haar naam te lezen, waarmee het schilderij meteen gesigneerd was. Indertijd gold een dergelijk mes als een populair huwelijksgeschenk. In de nissen ervan zijn de figuren FIDES (geloof) en TEMP... (temperantia, dat voor matigheid staat) afgebeeld. Op het mes is ook een vignet afgebeeld van verstrengelende handen die een brandend hart omklemmen. Kleine details zijn onder andere de deukjes in de zijkant van het tinnen bord en oneffenheden in de rand van de schotel
In het spiegelend deksel van de schenkkan (een baardmankruik) achter de kaas schilderde Peeters haar eigen portret. Zij volgde hiermee het voorbeeld van Jan van Eyck, die in 1434 zijn zelfportret weergaf in zijn beroemde dubbelportret van het echtpaar Arnolfini. Peeters deed dat vaker; er zijn 7 schilderijen van haar bekend met haar zelfportret.

## Historie
Van 1920 tot 1998 bevond het schilderij zich in Frankrijk in een particuliere verzameling. Op 3 juni 1998 werd het door het Parijse veilinghuis Drouot Richelieu verkocht aan de Richard Green Gallery in Londen. In 2000 werd een particulier in de Verenigde Staten de nieuwe eigenaar. Het Mauritshuis in Den Haag verwierf het in juni 2012. De koop kwam tot stand met steun van de Vereniging Rembrandt (mede dankzij haar fondsen A.M. Roeters van Lennep Fonds, Utrechtse Rembrandt Cirkel en Caius Fonds), Stichting Vrienden van het Mauritshuis, de BankGiro Loterij en een particulier.

## Bussemaker
Op 22 juni 2014 werd van het tv-programma Kunstuur een special uitgezonden over het net verbouwde Mauritshuis in Den Haag. Minister Jet Bussemaker lichtte toe waarom Stilleven met kazen, amandelen en krakelingen haar favoriete schilderij in het Mauritshuis is.

## Tentoonstellingen
- Het Nederlandse Stilleven 1550-1720, 19 juni - 19 september 1999, Rijksmuseum Amsterdam
- Still-Life Paintings from the Netherlands 1550-1720, 31 oktober - 9 januari 2000, The Cleveland Museum of Art
- Meesters uit het Mauritshuis, 28 april 2012 - 4 mei 2014, tentoongesteld vanaf 12 juni 2012, Gemeentemuseum Den Haag

## Afbeeldingen van gelijkaardige schilderijen van Clara Peeters

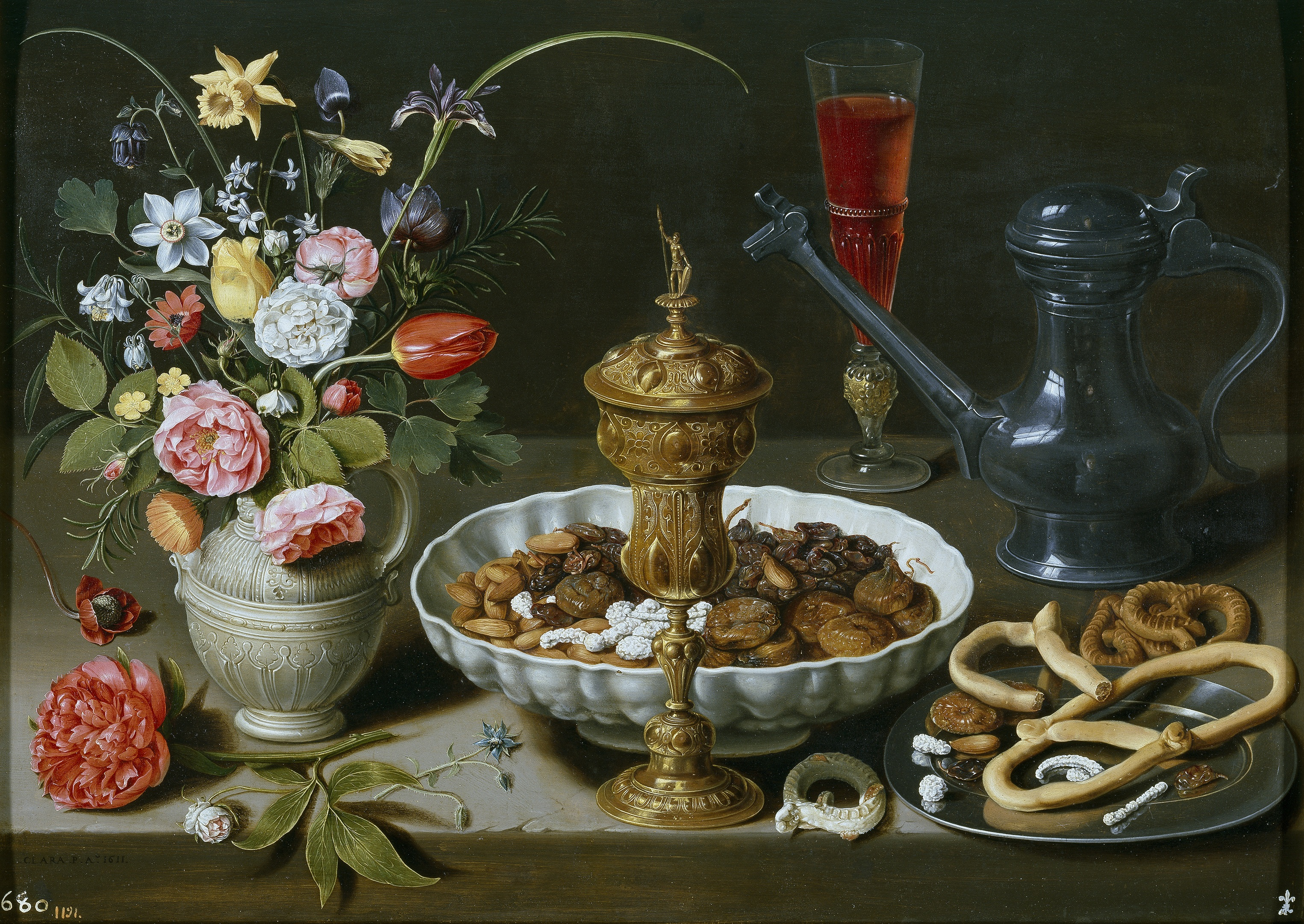
Clara Peeters, 1611. Stilleven met soortgelijk Venetiaans glas en ook vijgen. Uit een van de krakelingen is een hap genomen.
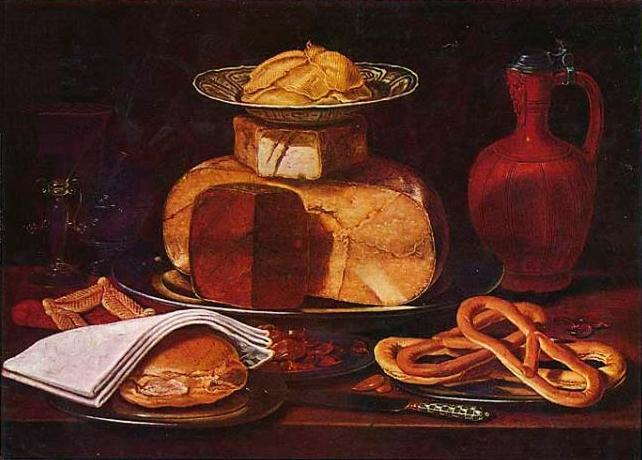
Clara Peeters, 1615. Schilderij met soortgelijke positie van de schaal met boterkrullen boven op de kaas
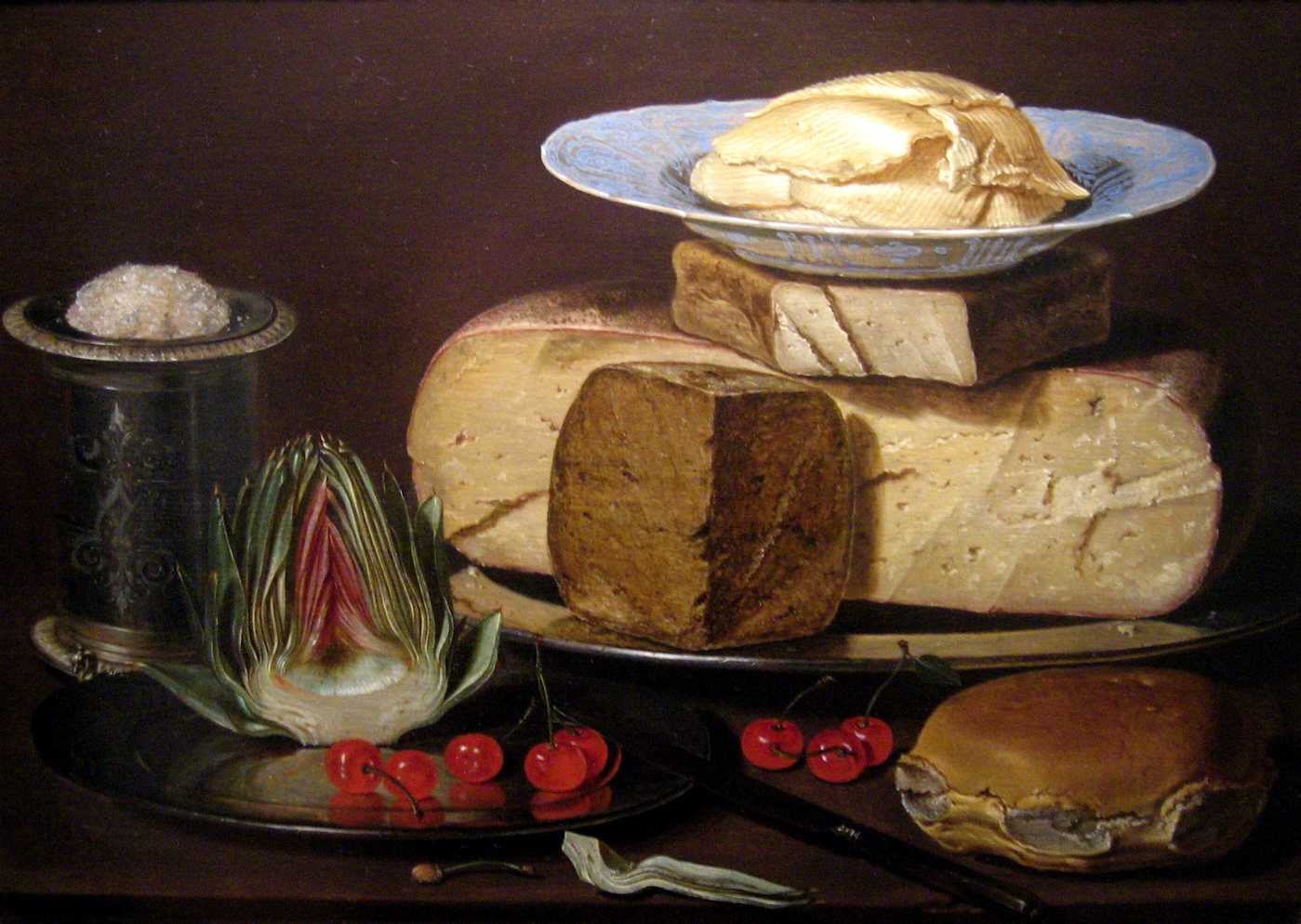
Clara Peeters, omstreeks 1625. Stilleven met dezelfde porseleinen schaal, nu geplaatst onder de boterkrullen